# Doğan Babacan
Doğan Babacan (Istambul, 30 de novembro de 1929 – Istambul, 18 de maio de 2018) foi um árbitro de futebol e futebolista turco. Foi o primeiro representante de seu país a apitar um jogo de Copa do Mundo FIFA.

## Carreira de jogador
Babacan foi jogador de futebol por 9 anos, atuando por Beşiktaş, Karşıyaka,Kasımpaşa e Hacettepe, aposentando-se com apenas 26 anos em 1955, quando passou a trabalhar como árbitro.

## Carreira como árbitro
Após apitar jogos das divisões de acesso do futebol turco, Babacan apitou pela primeira vez uma partida da Primeira Divisão nacional em 1966. Em 1968, virou árbitro da FIFA.
Sua única Copa do Mundo como árbitro foi a de 1974, tornando-se o primeiro de seu país a apitar um jogo da competição, entre Alemanha Ocidental e Chile. Ele também foi o responsável por mostrar o primeiro cartão vermelho da história do torneio ao atacante chileno Carlos Caszely aos 22 minutos do segundo tempo, após revidar uma entrada do zagueiro Berti Vogts. Ele ainda foi um dos bandeirinhas no empate por 1 a 1 entre Bulgária e Uruguai (também na primeira fase) e na vitória do Brasil por 2 a 1 sobre a Alemanha Oriental (segunda fase).
Em competições de clubes, Babacan apitou o primeiro jogo da semifinal da Taça dos Clubes Campeões Europeus de 1973–74 entre Atlético de Madri e Celtic, onde expulsou 3 atletas dos Colchoneros, e a Supercopa Europeia de 1975, encerrando a carreira de árbitro em 1978.
Faleceu em 18 de maio de 2018, aos 88 anos.